# José Bosingwa
José Bosingwa (sinh 24 tháng 8 năm 1982 tại Kinshasa) là cựu cầu thủ bóng đá người Bồ Đào Nha gốc Congo, thường chơi ở vị trí hậu vệ cánh phải.

## Sự nghiệp câu lạc bộ
Bosingwa sinh tại Cộng hòa Dân chủ Congo, có cha là người Bồ Đào Nha và mẹ là người Congo. Anh cùng cha mẹ chuyển tới sống ở Seia, thuộc vùng Guarda của Bồ Đào Nha từ khi còn nhỏ.
Bosingwa bắt đầu thi đấu cho đội bóng Boavista nơi mà anh đã được HLV José Mourinho đưa về F.C. Porto vào mùa giải 2003-2004. Bosingwa đá trận đầu tiên tại UEFA Champions League vào ngày 16 tháng 9 năm 2003.
Vào mùa giải 2004-2005 sau khi Paulo Ferreira và Carlos Secretário rời đi, Bosingwa thường xuyên được đá chính và mau chóng trở thành nhân tố quan trọng của Porto.

### Chelsea
Ngày 11 tháng 5 năm 2008, Porto chấp nhận để Bosingwa chuyển tới Chelsea với mức giá 20,6 triệu euro (16,3 triệu bảng Anh) với thời hạn hợp đồng là 3 năm. Tại CLB Bosingwa khoác áo số 17.
Ngày 1 tháng 7 năm 2012, anh chính thức hết hợp đồng với CLB Chelsea và trở thành cầu thủ tự do.

## Đội tuyển quốc gia
Kể từ năm 2007 Bosingwa là sự lựa chọn số một cho vị trí Hậu vệ cánh phải của đội tuyển Bồ Đào Nha. Bosingwa từng tham dự Olympic 2004 tại Athena và Giải vô địch bóng đá U21 châu Âu.

## Thống kê sự nghiệp
Tính đến 31 tháng 5 năm 2015
| Câu lạc bộ          | Mùa giải       | Giải đấu | Giải đấu | Cúp  | Cúp | Châu âu | Châu âu | Tổng cộng | Tổng cộng |
| Câu lạc bộ          | Mùa giải       | Trận     | Bàn      | Trận | Bàn | Trận    | Bàn     | Trận      | Bàn       |
| ------------------- | -------------- | -------- | -------- | ---- | --- | ------- | ------- | --------- | --------- |
| Freamunde (loan)    | 2000–01        | 11       | 0        | 0    | 0   | —       | —       | 11        | 0         |
| Freamunde (loan)    | Tổng cộng      | 11       | 0        | 0    | 0   | —       | —       | 11        | 0         |
| Boavista            | 2001–02        | 15       | 0        | 2    | 0   | —       | —       | 17        | 0         |
| Boavista            | 2002–03        | 26       | 0        | 1    | 0   | —       | —       | 27        | 0         |
| Boavista            | Tổng cộng      | 41       | 0        | 3    | 0   | —       | —       | 44        | 0         |
| Porto               | 2003–04        | 13       | 1        | 0    | 0   | 8       | 0       | 21        | 1         |
| Porto               | 2004–05        | 25       | 1        | 1    | 0   | 5       | 0       | 30        | 1         |
| Porto               | 2005–06        | 21       | 0        | 4    | 0   | 5       | 0       | 30        | 0         |
| Porto               | 2006–07        | 25       | 0        | 0    | 0   | 6       | 0       | 31        | 0         |
| Porto               | 2007–08        | 23       | 1        | 4    | 0   | 7       | 0       | 34        | 1         |
| Porto               | Tổng cộng      | 107      | 3        | 9    | 0   | 31      | 0       | 146       | 3         |
| Chelsea             | 2008–09        | 34       | 2        | 4    | 0   | 10      | 0       | 48        | 2         |
| Chelsea             | 2009–10        | 8        | 0        | 0    | 0   | 0       | 0       | 8         | 0         |
| Chelsea             | 2010–11        | 20       | 0        | 2    | 0   | 4       | 0       | 26        | 0         |
| Chelsea             | 2011–12        | 27       | 1        | 5    | 0   | 11      | 0       | 43        | 1         |
| Chelsea             | Tổng cộng      | 89       | 3        | 11   | 0   | 24      | 0       | 125       | 3         |
| Queens Park Rangers | 2012–13        | 23       | 0        | 1    | 1   | —       | —       | 24        | 1         |
| Queens Park Rangers | Tổng cộng      | 23       | 0        | 1    | 1   | —       | —       | 24        | 1         |
| Trabzonspor         | 2013–14        | 27       | 0        | 1    | 0   | 8       | 0       | 36        | 0         |
| Trabzonspor         | 2014–15        | 24       | 0        | 2    | 0   | 8       | 0       | 34        | 0         |
| Trabzonspor         | Tổng cộng      | 51       | 0        | 3    | 0   | 16      | 0       | 70        | 0         |
| Tổng sự nghiệp      | Tổng sự nghiệp | 322      | 6        | 27   | 1   | 71      | 0       | 420       | 7         |

## Thành tích

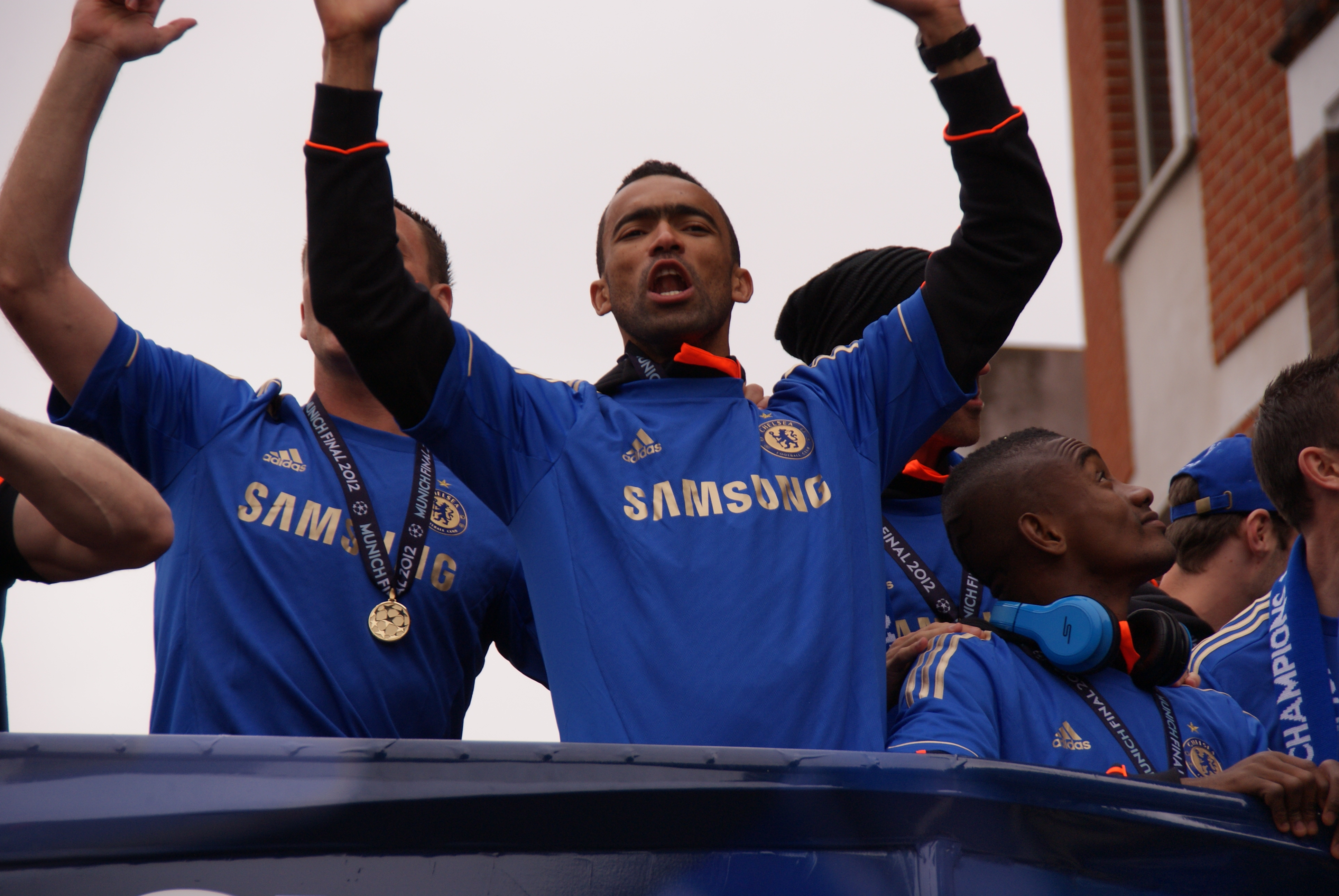
Bosingwa cùng Chelsea diễu hành chức vô địch Champions League năm 2012.

### Porto
- Primeira Liga: 2003–04, 2005–06, 2006–07, 2007–08
- Taça de Portugal: 2002–03, 2005–06
- Supertaça Cândido de Olivera: 2003, 2004, 2006
- UEFA Champions League: 2003–04

### Chelsea
- Premier League: 2009–10
- FA Community Shield: 2009
- FA Cup: 2008–09, 2009–10, 2011–12
- UEFA Champions League: 2011–12